# Bridgepoint Capital
Bridgepoint är ett europeiskt riskkapitalföretag, baserat i Storbritannien, som äger många medelstora företag i Europa, till exempel Liber.